# Jorge E. Illueca

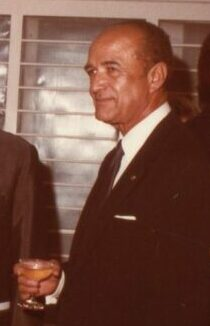
Jorge E. Illueca (1984)

Jorge Enrique Illueca Sibauste (* 7. September 1918 in Panama-Stadt; † 3. Mai 2012) war ein panamaischer Politiker und Diplomat. 1984 war er für einige Monate Staatspräsident seines Landes.

## Werdegang
Illueca studierte Rechtswissenschaften an der Universität Panama, der Harvard University und der University of Chicago. 1955 promovierte er zum Dr. jur. und arbeitete danach als Anwalt und einige Jahre lang als Journalist. Er wurde einer der wichtigsten und angesehensten Juristen in seinem Land. Gleichzeitig unterrichtete er als Professor an der Universität. 
1968 wurde er als Unterhändler für den Vertrag über den Panama-Kanal berufen und war für das Zustandekommen dieses Vertrages mitverantwortlich.

### Politik
1970 begann seine politische Karriere, zunächst bei den Vereinten Nationen im Bereich Internationales Recht. Von 1976 bis 1981 war er ständiger Botschafter Panamas bei der UN. 1983 wurde er zum Präsidenten der 38. UN-Generalversammlung gewählt und übte dieses Amt bis 1984 aus.
Von 1981 bis 1983 war er Außenminister und ab 1982 gleichzeitig Vize-Präsident. Am 13. Februar 1984 übernahm er als Nachfolger von Ricardo de la Espriella Toral das Amt des Staatspräsidenten an und blieb im Amt bis zum 11. Oktober 1984. Sein Nachfolger wurde Nicolás Ardito Barletta Vallarino. Nach seiner Zeit als Staatspräsident arbeitete er wieder bei den Vereinten Nationen.
Illueca hat sich mit seiner Mitgliedschaft unter anderem im Internationalen Schiedsgericht einen Namen gemacht.
Jorge Enrique Illueca Sibauste war verheiratet und wurde Vater von vier Kindern.